# Leonid Gajdaj
Leonid Jovič Gajdaj (rusky Леони́д И́ович Гайда́й; 30. ledna 1923, Svobodnyj – 19. listopadu 1993, Moskva) byl sovětský a ruský filmový režisér. Proslavil se především svými filmovými komediemi (Ukradená nevěsta, Dvanáct křesel aj.) Pracoval i v divadle.